# Rapsodia satánica
Rapsodia satánica (en italiano: Rapsodia satanica) es una película muda italiana de 1917 dirigida por Nino Oxilia que presenta a Lyda Borelli en una versión femenina de Fausto basada en poemas de Fausto Maria Martini. Es una de las películas mudas italianas más importante para su generación, tanto por la inspiración de D'Annunzio, que se refleja en el tema y la escenografía de la nobleza decadente fuertemente polarizada en la estética modernista, como por la interpretación de Lyda Borelli, protagonista del cine mudo italiano, y la música llevada a cabo por el compositor Pietro Mascagni.

## Sinopsis
Una anciana de la alta sociedad, Alba d'Oltrevita (Lyda Borelli), entra en un pacto con Mefisto (Ugo Bazzini), para recuperar su juventud a cambio del cual, sin embargo, tiene prohibido enamorarse. Alba es cortejada por dos hermanos jóvenes, Tristano (Andrea Habay) y Sergio (Giovanni Cini). Este último amenaza con suicidarse si ella no lo ama; sin embargo, a ella no le interesa Sergio, que por lo tanto se suicida y se prepara para casarse con Tristano. Llegados a este punto, sin embargo, Mefisto vuelve para recuperar la juventud que le había concedido y devolver la vejez a Alba que no había respetado el pacto.

## Reparto
- Lyda Borelli como la condesa Alba d'Oltrevita;
- Andrea Habay como Tristano;
- Ugo Bazzini como Mefisto;
- Giovanni Cini como Sergio.

## Banda sonora
La banda sonora está firmada por Pietro Mascagni, uno de los más grandes compositores de la época y el primer compositor profesional en Italia en grabar una banda sonora, sincronizándola con las escenas de la película, trabajo que definió como «largo, arduo y extremadamente difícil». También fue la única que compuso para una película. Mascagni estaba ansioso por asumir el encargo de la música de la película debido a la carga financiera de mantener a dos hermanos enfermizos.

## Restauración
El canal de televisión francoalemán Arte restauró la película en 2006 y la Staatsphilharmonie Rheinland-Pfalz, dirigida por Frank Strobel, grabó la partitura de Mascagni.

## Repercusión
El 21 de junio de 2014, en el centenario de la película muda colosal Cabiria, también se proyectó Rapsodia satánica en el Auditorio Rai de Turín, con la música de Pietro Mascagni interpretada por la Orquesta Sinfónica Nacional RAI.
Ese mismo día se reeditó el primer poemario de Nino Oxilia, Canti brevi, de 1909, con un ensayo introductorio de Patrizia Deabate titulado Nino Oxilia e il suo tempo. Da Mascagni ai Marlene Kuntz: un mito e una triplice damnatio memoriae.
En 2014, el grupo italiano de post-rock Giardini di Mirò, inspirándose en Rapsodia satánica, lanzó un álbum con el mismo título que contiene la banda sonora de la película. Durante el recorrido que sigue, el grupo proyectará la versión en color de la película, interpretando la banda sonora en vivo.